# Rivière Jiloca
Pour les articles homonymes, voir Jiloca.
La rivière Jiloca coule en Aragon en Espagne. Elle a donné son nom à la comarque de Jiloca. C'est un affluent du Jalón, donc un sous-affluent de l'Èbre

## Géographie
Le cours d’eau a probablement sa source dans le bourg de la commune de Cella, en 40°45404 N, 1°29155 W. Une partie des eaux étant immédiatement dirigée dans des canaux d'irrigation.
Le nom de Jiloca apparait pour la première fois environ deux kilomètres au Nord de Cella sur les cartes disponibles sur http://sigpac.mapa.es/fega/visor/.
La rambla de la Muñeca au sud, le Vallejo del Montón de Tierra sont ses premiers affluents.
Il se jette à Calatayud dans le Jalón, en 41°3419 N, 1°6573 W.

## Nombres clés

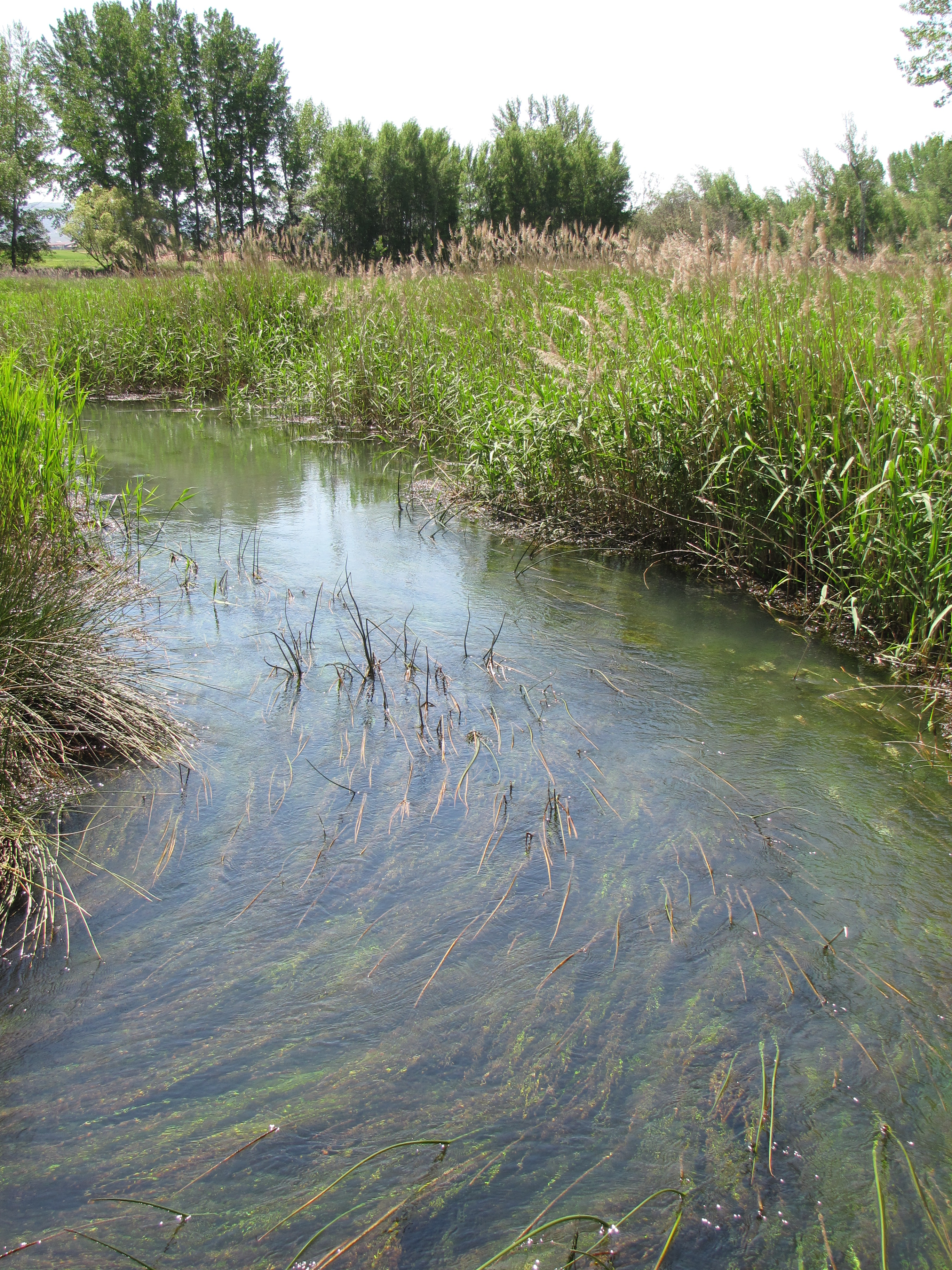
source artésienne du Jiloca à Monreal del Campo

Son débit moyen à Calatayud est de 293 m3/an, mais il est assez irrégulier en raison d’été très secs.
Il est long de 126 km. Il prend sa source à 1 023 m et descend jusqu’à 524 m du niveau de la mer.